# Rémi Broutier
Rémi Broutier (* 9. Mai 2000 in Annecy, Haute-Savoie) ist ein französischer Biathlet. Er wurde 2022 Juniorenweltmeister mit der Staffel.

## Sportliche Laufbahn
Rémi Broutier gab sein internationales Debüt im Dezember 2018 bei Wettkämpfen im Rahmen des IBU-Junior-Cup und nahm im selben Winter an den Jugendweltmeisterschaften teil, bei welchen er im Verfolgungswettkampf hinter dem Slowenen Alex Cisar die Silbermedaille gewann. Nach einer Saison ohne internationale Einsätze gab der Franzose im Januar 2021 in Osrblie sein Debüt im IBU-Cup und erreichte schnell einen elften Platz im Sprint. Regelmäßigere Teilnahmen auf dieser Rennebene brachte der Winter 2021/22, in welchem er neben seinem ersten Top-10-Rang auch seine erste Podestplatzierung feiern konnte. Dabei musste er sich im Massenstart von Sjusjøen nur Anton Babikow und Erlend Bjøntegaard geschlagen geben. Zudem nahm Broutier erstmals an Europameisterschaften teil und belegte Rang 14 in der Verfolgung sowie Platz vier mit Oscar Lombardot, Océane Michelon und Sophie Chauveau im Mixedwettkampf. Am Saisonende krönte er sich weiterhin an der Seite von Lombardot, Paul Fontaine und Jacques Jefferies zum Juniorenweltmeister mit der Staffel. In der Saison 2022/23 belegte der Franzose den zehnten Platz in der IBU-Cup-Gesamtwertung und erzielte, trotz dauerhafter Unsicherheiten am Schießstand, regelmäßig gute Ergebnisse. In Einzelrennen gelang ihm dabei kein Podest, in Canmore zum Saisonfinale aber Rang drei mit der Mixedstaffel. Ein weiterer Podestplatz folgte zu Beginn des Folgewinters gemeinsam mit Paula Botet in einer Single-Mixed-Staffel, im Saisonverlauf bauten seine Leistungen allerdings ab und Broutier wurde im Januar aus der IBU-Cup-Mannschaft genommen.
In der Saison 2024/25 startete Broutier ab Mitte Dezember im IBU-Cup und erzielte einige eher durchschnittliche Ergebnisse. Sein größter Erfolg kam bei den Europameisterschaften zustande, bei denen er mit Théo Guiraud-Poillot, Gaëtan Paturel und Oscar Lombardot die Bronzemedaille im Staffelbewerb gewinnen konnte.

## Statistiken

### Jugend-/Juniorenweltmeisterschaften
Broutier nahm 2019 an den Jugend- und 2022 an den Juniorenwettkämpfen teil.
| Weltmeisterschaften | Weltmeisterschaften | Einzelwettbewerbe | Einzelwettbewerbe | Einzelwettbewerbe | Herrenstaffel |
| Jahr                | Ort                 | Einzel            | Sprint            | Verfolgung        | Herrenstaffel |
| ------------------- | ------------------- | ----------------- | ----------------- | ----------------- | ------------- |
| 2019                | Osrblie             | 28.               | 8.                | 2.                | 10.           |
| 2022                | Soldier Hollow      | 41.               | 12.               | 14.               | 1.            |